# Companhia de Aviação Eastbourne
A Companhia de Aviação Eastbourne foi fundada pelo Major Bernard Fowler em 1909 em um terreno localizado entre Eastbourne e Pevensey. Seu aeródromo original encontra-se, atualmente, embaixo de uma planta industrial. Nas proximidades, a única instalação sobrevivente é uma guarita,na Leeds Avenue, do Real Serviço Aeronaval (RNAS).
Durante a Primeira Guerra Mundial aspirantes a pilotos não só de toda a Commonwealth, como pilotos brasileiros (ver Brasil na Primeira Guerra Mundial) treinaram no local.